# Yves de Wasseige
 (août 2021).
Si vous disposez d'ouvrages ou d'articles de référence ou si vous connaissez des sites web de qualité traitant du thème abordé ici, merci de compléter l'article en donnant les références utiles à sa vérifiabilité et en les liant à la section « Notes et références ».
Yves de Wasseige est un homme politique et économiste belge né le 13 mai 1926 à Auvelais et mort à Marcinelle le 2 août 2021. 
Chef de troupe à l'unité scoute Notre Dame de Fontgalland Xe Namur, où il succéda à George Bouchat durant la guerre 1940-1945. Volontaire de guerre à la libération, ingénieur civil des mines (UCL 1950) et licencié en sciences économiques (UCL 1951), il est ingénieur à l'usine sidérurgique de Hainaut-Sambre de 1958 à 1975. Il a d'abord été engagé comme formateur pour les futurs délégués d'entreprise du Mouvement ouvrier chrétien. Il fut membre du groupe Esprit où se rencontrèrent plusieurs esprits de familles idéologiques ou politiques différentes en Wallonie et à Bruxelles, comme François Perin.

## Engagement politique
Engagé dans divers mouvements wallons comme le Mouvement populaire wallon, Rénovation wallonne, il fait le choix en 1975 de quitter l'industrie pour devenir le chef de cabinet du ministre des Affaires économiques André Oleffe dans le gouvernement de Leo Tindemans. À la mort d'André Oleffe, il devient chef de cabinet de Fernand Herman. Il quitte ce ministre pour devenir ingénieur délégué général au Commissariat général à l'énergie atomique (1977-1979). Il est alors élu sénateur coopté (province de Namur) du Rassemblement wallon. En 1980, il devient secrétaire général du Rassemblement Wallon, en remplacement de Joseph Fiévez. En 1981, avec la tendance "Indépendance et Progrès" à laquelle il s'est rallié, il prend parti au sein du Rassemblement wallon pour le refus de listes communes avec le Front démocratique des francophones, cofonde le Rassemblement populaire wallon qui se présente en cartel avec le Parti socialiste dans certains arrondissements wallons et, en Hainaut, sous le sigle WALLON, avec une précédente (1978) dissidence du RW, le Front pour l'Indépendance de la Wallonie (FIW). Il est réélu sénateur (1981 ; sénateur élu par le Conseil provincial de Liège) et siège au Sénat en tant que RPW, apparenté PS. En septembre 1984, une partie du Rassemblement populaire wallon et son président-fondateur rejoignent le PS en compagnie de José Happart. À nouveau réélu en 1985 et 1987 (sénateur coopté), Yves de Wasseige siège dans le groupe PS. Il est alors atteint par la limite d'âge selon les statuts du PS et ne se représente pas lors des élections législatives de 1991. De 1992 à 1994, il siège comme juge à la Cour d'arbitrage. Il démissionne à la fin de cette année.
Il siégea pendant la 47e législature de la Chambre des représentants.

## Travaux d'économiste et de politologue
Yves de Wasseige est sans doute autant connu pour son engagement politique que pour les nombreux ouvrages d'analyse politique ou économique qu'il a publiés, notamment un manuel d'initiation à l'économie, Comprendre l'économie politique  (ISBN 2-87003-424-5) 288, régulièrement réédité depuis plusieurs années et récemment aux éditions Couleur livres à Charleroi en 2005. Ce livre sert de base à l'examen d'entrée à la FOPES de l'UCL où Yves de Wasseige fut longtemps professeur. Il est aussi l'auteur de nombreux articles ou monographies dans Esprit, au CRISP, dans la revue Toudi, dans les Cahiers marxistes, etc. Il lança en 1978 un plan de restructuration pour la sidérurgie wallonne qui prévoyait le regroupement de tous les bassins de l'industrie de l'acier en Wallonie.

### Publications récentes
- En économie : Comprendre l'économie politique  (ISBN 2-87003-424-5) 288, le Développement des arrondissements wallons
- Dans le domaine de l'énergie nucléaire :  ;
- Dans le domaine social : Sur le modèle social européen
- Mémoires : En cours de route : souvenirs d'un militant, Éd. Couleur livres,  (ISBN 978-2-87003-600-6)